# Nordisk grön vänster
Nordisk grön vänster (engelska: Nordic Green Left Alliance, NGLA) är en vänsterpolitisk grupp bestående av nordiska vänsterpartier, grundat i Reykjavik den 1 februari 2004. Tjóðveldi och Inuit Ataqatigiit upptogs 2009.
Partierna finns bland annat representerade i Europaparlamentets politiska grupp Europeiska enade vänstern/Nordisk grön vänster. I Danmark är Socialistisk Folkeparti medlem i Nordisk grön vänster, men är också medlem i Europeiska gröna partiet.
Alla partierna ingår i den vänstersocialistiska gröna gruppen i Nordiska rådet.

## Medlemmar
- Finland: Vänsterförbundet
- Sverige: Vänsterpartiet
- Danmark: Socialistisk Folkeparti, Enhedslisten
- Norge: Sosialistisk Venstreparti
- Island: Vinstrihreyfingin – grænt framboð (Vänsterrörelsen – de gröna)
- Färöarna: Tjóðveldi (Republik)
- Grönland: Inuit Ataqatigiit (Folkgemenskap)

Av partierna i NGLA har bara Vänsterförbundet anslutit sig till Europeiska vänsterpartiet.